# Hlava – ruce – srdce
Hlava – ruce – srdce je film Davida Jařaba z roku 2010.
Mělo by jít o filmové podobenství z doby první světové války, kdy se hroutí starý svět se svými hodnotami.
Film se dostal do hlavní soutěže na festivalu GoEast ve Wiesbadenu.

## Natáčení
Film se začal natáčet na začátku srpna 2009 v Podještědském muzeu v Českém Dubu. V plánu byly i další lokace jako Terezín, Třebíz, pražský hotel Evropa, Trojanův mlýn v  Praze-Suchdole.
Původně byla premiéra plánována na 6. května 2010, byla ale odložena.

## Obsazení
| Viktorie Čermáková | Klára         |
| Roman Zach         | Heinrich Roth |
| Martin Finger      | Karel Vrana   |
| Anna Ferencová     | Lutychová     |
| Alois Švehlík      | Vaverka       |
| Oldřich Vlach      | strýc         |
| Jiří Štrébl        | šofér         |
| Vasil Fridrich     | Kurtz         |
| Ivana Uhlířová     | Anna          |
| Martin Pechlát     | Václav        |
| Jaroslav Plesl     | Badonyi       |
| Radek K. Vysoudil  | lékař         |
| Stanislav Majer    | důstojník     |
| Jiří Černý         | Josef         |
| Jiří Schmitzer     | Haukwitz      |

## Ocenění
Scénář filmu získal v roce 2006 cenu filmové nadace RWE a společnosti Barrandov Studio.

## Recenze
- Vít Schmarc, Moviezone.cz, 22. listopadu 2010
- Tomáš Stejskal, Aktuálně.cz, 14. prosince 2010